# Kim Mi-Jung
Kim Mi-Jung, född den 29 mars 1971, är en sydkoreansk judoutövare.
Hon tog OS-guld i damernas halv tungvikt i samband med de olympiska judotävlingarna 1992 i Barcelona.